# Alexandre Bultos
Alexandre-Florentin Bultos est un comédien et directeur de théâtre bruxellois né le 18 juin 1749 et mort le 20 septembre 1787.

## Biographie
Septième enfant de Pierre-François Bultos et de Marie-Josèphe Lambert, négociants en vin et aubergistes, Alexandre fait ses débuts de comédien en décembre 1761 à l'âge de douze ans, dans La Servante maîtresse de Pierre Baurans, d'après l'œuvre de Pergolèse, aux côtés d'Angélique D'Hannetaire. Tous deux sont élèves d'Ignaz Vitzthumb, le maître de musique du Théâtre de la Monnaie.
À l'occasion de la reprise de cette pièce deux mois plus tard, François-Antoine de Chevrier écrit : « Le Mardi 16 les enfans ont joué la servante Maitresse, on a surtout admiré le petit Bultos dans le rôle de Pandolphe, c'est le fils d'un Caffetier de Bruxelles qui s'est fait Comédien par gout, il est étonnant comment ce petit bon homme qui n'a pas eû d'excellens modèles sous les yeux, ait pû acquerir tant de talens & en si peu de tems ».
De 1767 à 1770, il fait partie de la troupe de Gand, joue à Strasbourg en 1770, puis à Maastricht dans la troupe de Charles Bernardy et se rend ensuite à Copenhague.
Engagé à Bruxelles comme utilité en 1772, puis comme Laruette et premiers rôles comiques dès 1773, il partage son emploi avec Dazincourt, ce qui occasionne parfois de vives tensions entre les deux comédiens. Dazincourt quittera d'ailleurs Bruxelles pour Paris en 1776, laissant Bultos seul aux premiers rôles.
En 1777, Bultos et son père obtiennent l'autorisation d'ouvrir un vauxhall dans le Parc de Bruxelles. La même année, Alexandre Bultos obtient la codirection du Théâtre de la Monnaie avec Louis-Jean Pin et, cinq ans plus tard, il la partage avec son frère Herman (1752-1801).
Vers 1785, il souhaite tenter un début à la Comédie-Française mais ses congénères l'en dissuadent. Bultos meurt brusquement le 20 septembre 1787, regretté par le public et la troupe.